# École pratique de service social
L'École pratique de service social est une association à but non lucratif qui participe à la mission de service public de la formation aux métiers du travail social. Depuis sa fondation en 1913, l'école s'engage en faveur de la professionnalisation du service social et contribue ainsi tout au long de son histoire à la construction et à la modernisation du travail social en France. L'école est devenue l'un des acteurs incontournables de la formation en travail social de l'ouest parisien. En étroite collaboration avec ses partenaires, l'EPSS développe des dispositifs adaptés aux enjeux et mutations du secteur social et médico-social. L'EPSS propose une offre de formation diversifiée, du niveau infra-bac au niveau supérieur, favorisant ainsi la promotion sociale et la sécurisation du parcours des apprenants. 
Par décret du 28 octobre 2019 est créé le CY Cergy Paris Université, établissement public à caractère scientifique, culturel et professionnel expérimental, dont l'École pratique de service social est une des composantes.
Son siège historique est situé 139 boulevard du Montparnasse (Paris) et son centre de formation se trouve depuis 1993 à Cergy.

## Cursus
L'EPSS prépare :
- au DEASS, diplôme d'État d'assistant de service social[3],
- au DEES, diplôme d'État d'éducateur spécialisé,
- au DEJE, diplôme d'État d'Educateur de Jeunes Enfants
- au DEME, diplôme d'État de moniteur éducateur,
- au DETISF, diplôme d'État de technicien de l'intervention sociale et familiale,
- au DEAES, diplôme d'État d'Accompagnant Educatif et Social
- au CAFERUIS, Certificat d’Aptitude aux Fonctions d’Encadrement et de Responsable d’Unité d’Intervention Sociale
- au Certificat national de compétence de mandataire judiciaire à la protection des majeurs

délivrés par le Ministère du travail, des relations sociales et de la solidarité.

## Historique

### Fondation
L'École pratique de service social a été fondée en 1913 par le pasteur Paul Doumergue. Elle est l'une des quatre premières écoles destinées à former des assistants et assistantes de service sociale fondées entre 1908 et 1917 en France (précédée par l’École libre d’assistance privée, ouverte en 1908 par l’abbé Jean Viollet dans le quartier déshérité de Plaisance et par l’École normale sociale, issue du syndicalisme féminin catholique et fondée en 1912 par Andrée Butillard et Aimée Novo, et suivie en 1917 par l’École des surintendantes de France, à l'initiative de 5 femmes et féministes qui se préoccupent surtout des conditions de travail et d’hygiène des femmes employées dans l’industrie,.
En 1932, c'est le programme de l'École pratique de service social qui sert de base au programme préconisé pour le diplôme d'État d’assistant de service social (qui est le premier diplôme officiel créé en France dans ce domaine).

### Anciennes élèves notables
L'école a formé notamment :
- Geneviève d’Autheville (1902-1997), assistante de service socialchef du ministère de la Santé du Maroc en 1942, engagée dans les Forces françaises libres, participante au débarquement en Provence, au service social de la Marine nationale en 1946 et membre actif de la Conférence internationale de service social en 1957[6] ;
- Madeleine Delbrêl (1904-1964), assistante de service social et coordinatrice des services sociaux à Ivry-sur-Seine de 1934 à 1946 mais aussi mystique (catholique), essayiste et poétesse [7] ;
- Denise Grunewald (1910-1973), assistante de service social au Service social d'aide aux émigrants (SSAE), résistante, présidente de l'Association nationale des assistants de service social (ANAS) de 1959 à 1965[8] ;
- Marthe Marie Jacquemont(1903-1988), religieuse et assistante de service social, fondatrice et responsable du Centre social de la Croix Saint Jacques à Dammarie-les-Lys , assistante de service social chef du Secours national, pendant la guerre, puis assistante sociale-chef de la Sauvegarde de Seine-et-Marne en 1945[9] ;
- Annette Monod-Leiris (1909-1995), assistante de service social française qui s'est distinguée pendant la Seconde Guerre mondiale par ses interventions, sous l'égide de la Croix-Rouge, dans les camps de transit tels que Drancy, Pithiviers ou Beaune-la-Rolande. Son action a été popularisée en 2010 par le film La Rafle. Elle s'est consacrée ensuite aux personnes en détention ou internement, elle a été la seule femme à siéger au Conseil supérieur de l’Administration pénitentiaire où elle s'est préoccupée particulièrement de réinsertion[10] ;
- Marcelle Trillat (1908-1993), assistante de service social, résistante, directrice du Service social d'aide aux émigrants (SSAE) de 1945 à 1975[11].